# 那栏陀伽和帝梵陀伽
那兰陀伽 （梵语：नरान्तक， 国际梵语转写字母 ：narāntaka，人类的毁灭者）和帝梵陀伽 （梵语：देवान्तक， 国际梵语转写字母 ：devāntaka，众神的毁灭者）是阿修罗和大魔王罗波那的儿子。在一些印度教传说中。 他们和Atikaya是罗波那和他的第二任妻子檀耶摩哩尼的后代。在罗摩衍那之战中，那栏陀伽被婆黎之子安伽陀所杀，而帝梵陀伽则在决斗中被哈奴曼一拳杀死。
1. ↑  Mittal, J. P. . Atlantic Publishers & Dist. 2006. ISBN 978-81-269-0615-4 （英语）.